# Gouvernement provisoire panrusse
23 septembre 1918 – 18 novembre 1918
Entités précédentes :
- Gouvernement provisoire russe

Entités suivantes :
- Gouvernement russe (1918-1919)

Le gouvernement provisoire panrusse (PA-RG), officieusement connu sous le nom de Directoire, Directoire d'Oufa ou Directoire d'Omsk,  fut un gouvernement éphémère pendant la guerre civile russe, formé le 23 septembre 1918 à la Conférence l'État d'Oufa à la suite d'un compromis forcé et extrêmement instable entre diverses forces anticommunistes de l'est de la Russie (Sibérie). Il a été dissous deux mois plus tard après le coup d’État qui a porté l’amiral Alexandre Koltchak au pouvoir dans les régions libres de communisme de l’est de la Russie.
Le gouvernement était formé du Comité des membres de l'Assemblée constituante (principalement des membres du SR et du KD basés à Samara ) et du gouvernement provisoire sibérien (composé principalement d'hommes politiques régionaux et d'officiers de droite et basé à Omsk). Les deux régimes n'avaient pas réussi à travailler ensemble efficacement, leur rivalité ayant conduit à une guerre douanière et à de nombreux différends frontaliers.

## Formation
Une conférence d'État eut lieu à Oufa entre le 8 et le 23 septembre 1918, qui aboutit à la mise en place de cette alternative à la république russe puis au renversement de celle-ci par le gouvernement bolchevique. Il comprenait 170 délégués, dont certains venaient d'autres régions russes.
Selon William Henry Chamberlin, « en partie sous la pression des Tchèques stationnés en Russie (qui se révoltèrent par ailleurs), qui s'impatientaient devant l'incapacité des Russes anti-bolcheviks qu'ils aidaient, à s'aider eux-mêmes, une conférence d'État à laquelle participaient des représentants des gouvernements d'Omsk et de Samara Les gouvernements et de nombreuses autres organisations politiques et autorités régionales se sont réunis à Oufa le 8 septembre pour élaborer un projet d'unité politique et militaire. Les radicaux d'Oufa voulaient rendre le nouveau gouvernement, qui devait être créé, responsable devant le Assemblée constituante d'origine ; les conservateurs voulaient la rendre aussi autoritaire et libre de tout contrôle extérieur que possible..." Un compromis aboutit à la formation d'un Directoire de cinq hommes, mais l'Assemblée constituante reprendrait ses activités si 250 membres se réunissaient au 1er janvier. 1919, soit 170 au 1er février. 
Le Directoire, qui était composé de cinq personnes, avait ses adjoints, des suppléants personnels du Directoire, dont certains se trouvaient à une distance considérable d'Oufa.
Le Conseil des ministres du directoire d'Oufa assurait l'administration quotidienne du gouvernement. La majorité des membres du Conseil des ministres (10 sur 14) étaient auparavant membres du gouvernement provisoire sibérien.

## Idéologies
La loi sur la formation du pouvoir suprême panrusse  établit que le PA-RG « est le seul détenteur du pouvoir suprême dans toute la Russie jusqu'à la convocation de l'Assemblée constituante » . La loi prévoyait entre autres « le transfert de toutes les fonctions temporairement attribuées par les gouvernements régionaux » au PA-RG. Ainsi, la souveraineté des formations régionales a été annulée et remplacée par une « large autonomie des régions », dont les limites dépendaient entièrement de la « sagesse du gouvernement provisoire panrusse ».
Les fondements de la structure étatique nationale de la Russie auraient dû découler de principes fédéraux :  « l'organisation de la Russie libérée sur la base de la reconnaissance d'une large autonomie pour ses différentes régions, en raison de caractéristiques géographiques, économiques et ethniques ; en supposant l'établissement définitif du gouvernement fédéral par l'Assemblée constituante souveraine... , reconnaissance du droit à l'autodétermination culturelle et nationale pour les minorités qui n'occupent pas de territoire séparé».
Les tâches suivantes ont été désignées comme tâches urgentes pour « restaurer l'unité étatique et l'indépendance de la Russie » :
1. Lutte pour la libération de la Russie du gouvernement soviétique ;
2. Réunification des régions de Russie déchirées, déchues et dispersées ;
3. Non-reconnaissance du Traité de Brest et de tous les autres traités conclus au nom de la Russie et de ses différentes parties après la Révolution de Février, par aucun gouvernement, à l'exception du Gouvernement provisoire russe ; restauration de la force réelle des relations contractuelles avec les puissances de l'Entente ;
4. Poursuite de la guerre contre la coalition allemande.